# Город-призрак (фильм, 1999)
«Город-призрак» (англ. Phantom Town) — канадско-американо-румынский вестерн ужасов 1999 года, снятый режиссёром Джеффом Берром. Фильм был снят на киностудии Castel Film Studios в Бухаресте, и в том же году был выпущен на DVD.

## Сюжет
Братья Майк и Арни и их сестра Синди отправляются на поиски своих родителей, которые не вернулись домой после поездки на автомобиле. На заправочной станции старый индеец рассказывает детям легенду про город под названием Лонг Хэнд, который был построен на старом индейском кладбище и впоследствии исчезнувший без следа. С тех пор проезжающие путники на шоссе, которые случайно попадали в город-призрак, никогда больше не возвращались оттуда. Дети в поисках своих родителей, продолжив движение на автомобиле по шоссе, попадают в городок Лонг Хэнд, напоминающий Дикий Запад. Находясь в городе, дети начинают замечать, что все его жители — некое подобие зомби. В катакомбах они находят своих родителей и вместе с ними на машине благополучно возвращаются домой. Приехав домой, Майк, Арни и Синди видят, что их родители изменились и стали такими же, как жители города-призрака.

## В ролях
- Джон Патрик Уайт — Майк
- Тейлор Локк — Арни
- Лорен Саммерс — Синди
- Джим Метцлер — папа
- Белинда Монтгомери — мама
- Габриэль Спахиу — гостиничный клерк
- Джимми Херман — сопровождающий (старый индеец)
- Джефф Берр — дядя Джек
- Юлиана Чугулеа — тётя Сильвия
- Дан Бадарау — бармен

## Съёмочная группа
- Режиссёр: Джефф Берр
- Продюсеры: Кристофер Ландри, Влад Паунеску, Чарльз Бэнд, Дональд Кушнер, Питер Лок
- Сценарист: Нил Маршалл Стивенс[англ.] (в титрах — Бенджамин Карр)
- Оператор: Виорел Сергович
- Композитор: Деннис Смит